# Elizabeth Gasiba
Elizabeth Mariana Carolina Gasiba de la Hoz (Caracas, Venezuela; 10 de marzo de 1997) es una modelo y reina de belleza venezolana que fue designada como Miss Earth Venezuela 2022. Gasiba representó al Distrito Capital en el Miss Venezuela 2020 y representará a Venezuela en el Miss Tierra 2022.

## Vida y carrera

### Primeros años
Gasiba nació y se crio en Caracas, Venezuela. Es estudiante de odontología en la Universidad Santa María en Caracas; Elizabeth ha expresado su deseo de especializarse en el área estética y prostética. Además de ello, es modelo profesional, y ha practicado en numerables disciplinas deportivas como kickingball, natación y fútbol. Del mismo modo, Gasiba es buzo certificada en PADI.
Elizebth ha realizado variadas campañas y actividades de labor social en ancianatos, centros para personas con necesidades especiales, entre las que destaca Avepane; organizaciones de ayuda escolar para niños como Mano Amiga. Así como participaciones especiales en desfiles de beneficencia para Fundena (Fundación para la Prevención del Deterioro de las Playas).
Otra de las labores en las que ha estado involucrada ha sido en la asociación 'Jonathan, un ángel para Venezuela', la cual fue fundada en honor a su primo, joven altruista quien fuera un asiduo colaborador hacia los grupos sociales más necesitados en territorio venezolano.
Elizabeth es también bilingüe tanto en inglés como en español.

## Trayectoria
Gasiba incursionó desde muy temprano en el mundo de los concursos de belleza. Una de sus primeras competencias nacionales se dio en 2015 al participar representando al Distrito Capital en el Miss Teen Belleza Venezuela, en donde consiguió la posición de primera finalista. Posteriormente sería titulada como Reina del Club Puerto Azul 2017.

### El Concurso by Osmel Sousa 2018
Elizabeth participó en la primera edición de El Concurso by Osmel Sousa realizada en 2018. En dicho reality show, Gasiba se convirtió en una de las 13 finalistas. Dicho evento fue ganado por Valentina Figuera. 

### Miss Venezuela 2020
Tras ser seleccionada para representar al Distrito Capital, esta vez en el Miss Venezuela 2020, Gasiba compitió con otras 21 candidatas por la disputada corona, convirtiéndose en una de las grandes favoritas de dicha edición. Al final del evento, el 24 de septiembre de 2020 terminó como semifinalista del Top 10. Además de ello, Elizabeth obtuvo la premiación especial como Miss Fotogénica.

### Miss Supranational Venezuela 2021
Al año siguiente, Gasiba fue postulada como una de las cinco candidatas oficiales al Miss Supranational Venezuela. El 27 de mayo de 2021, Elizabeth obtuvo la posición de primera finalista en el Miss Supranational Venezuela 2021. Dicho certamen, fue ganado por Valentina Sánchez.

### Miss Earth Venezuela 2022
Posteriormente Gasiba sería tomada en consideración como una posible postulada para ser designada como Miss Earth Venezuela, esto para representar a Venezuela en el Miss Tierra 2021.
Después de un proceso de selección de varias semanas en el que estuvieron involucrados seguidores de Instagram, Gasiba fue elegida como una de las 5 finalistas. Dentro de este grupo también se encontrabanː
- Gabriela de la Cruz, Miss Supranational Venezuela 2019 y cuarta finalista de Miss Supranacional 2019.
- Lisandra Chirinos, Miss Portuguesa 2020 y Top 10 de Miss Venezuela 2020.
- María Daniela Velasco, Miss Earth Distrito Capital 2017, Top 7 de Miss Earth Venezuela 2017 y Top 10 de Miss Continentes Unidos 2017.
- Valentina Sánchez, Miss Nueva Esparta 2020, Top 5 de Miss Venezuela 2020 y tercera finalista de Miss Supranacional 2021.

El 11 de octubre de 2021, dicho grupo fue reducido a 3 finalistasː Lisandra Chirinos, Elizabeth Gasiba y María Daniela Velasco.
El 15 de octubre de 2021, se realizó el evento de designación, en el cual finalmente quedarían empatadas, Gasiba y Velasco. En dicho evento, un grupo de jurados se encargó de evaluar a las candidatas restantes en una ronda de preguntas. Entre los que estuvieronː
- Edgar Rosales, vicepresidente ejecutivo del Banco Plaza.
- Dr. Thomas Seif, odontólogo.
- Vanessa Torres, directora de Velvet The Beauty House.
- Teresa Pérez, encargada de negocios de Erika's Cosmetic.
- Juan José Álvarez, director de Unilever Andina (Sedal).
- Dias Khadijah Kinanthi, cónsul de Indonesia en Venezuela.
- Jholeidys Silva, presidente de Velvet The Beauty House.
- Otayma Zerpa, presidenta de Otayma Zerpa Designs.
- Eleazar Guzmán, entrenador físico de Lido Fitness.
- Giselle Reyes, profesora de pasarela.
- Johan Changó, fotógrafo oficial del Miss Earth Venezuela 2021.
- Guillermo Felizola, fotógrafo oficial del Miss Earth Venezuela 2021.
- Faddya Halabi, modelo y empresaria.

En dicha ceremonia de designación ambas fueron puestas a prueba en una variada ronda de preguntas.
Durante la ronda final de preguntas y respuestas, a Gasiba se les plantearon una serie de diatribas, a las que ella respondió:
- "¿Piensas que por la pandemia ha disminuido la contaminación ambiental gracias a la cuarentena?", planteada por la Dra. Ligia González Villanueva, dermatóloga oficial del Miss Earh Venezuela.

Muy buenas noches Dra. Ligia, muchísimas gracias por su pregunta. De hecho, sí, creo que en un inicio si hubo una disminución de la contaminación ambiental, ¿por qué?, porque todos nosotros nos resguardamos en casa por una cuarentena, y debido a esto, la emisión de carbono, pues de los vehículos y de todas nuestras actividades diarias pues disminuyeron muchísimo. De hecho, hay muchos estudios que indican que solo en Estados Unidos si en un solo año tratáramos de guardarnos, y laborar en casa por lo menos medio tiempo se disminuirían los gases emitidos por los vehículos en 51 millones cm3 de toneladas anuales. Imagínense ustedes la cantidad que haríamos si eso no solo fuera en Estados Unidos sino en muchísimos países que pudiésemos implementar estas nuevas medidas que, pues, la pandemia nos ha enseñado. Yo creo que ha pesar que la pandemia nos abati̟ó de muchas maneras, hay que aprender a buscar el lado positivo y creo que este ha sido uno de ellos.
- "En días recientes la ONU ha dicho que el planeta está en alerta roja. ¿Cuál crees que debe ser el papel de los ciudadanos si los gobiernos no toman acciones contundentes para detener el cambio climático?", planteada por la conductora del programa 'Primera Página' de Globovisión, Rosa Colmenares.

Muchísimas gracias por la pregunta. Bueno primeramente, yo creo que como humanidad debemos aceptar que el problema somos nosotros, que el cambio climático está ocurriendo por nuestras acciones, y yo creo que es nuestro deber medir, y prevenir y ver que estamos haciendo mal para que esto no vaya en reversa sino que cada vez vaya aumentando más, y que tenemos 7 años para parar y revertir toda esta situación, creo que está en las acciones que tomamos desde casa, está en nosotros instruirnos como personas, averiguar, cómo yo puedo ayudar a la contaminación, cómo yo puedo ayudar a mi planeta, cómo yo puedo ayudar para que podamos sobrevivir mucho más en este planeta tan hermoso que nos ha dado su calma. Y además, no solo instruirnos sino también ayudar a educar a los demás a que también cumplan las mismas acciones que nosotros. Entonces, yo creo que, no es tanto responsabilidad de los gobiernos sino es responsabilidad nuestra. Muchas gracias.
- "A Miss Tierra le preguntamos, ¿cuál va a hacer su labor en función del ambiente y la ecología del mundo y de Venezuela; y cómo promover las relaciones diplomáticas de paz y fraternidad entre pueblos y entre gobiernos?", planteada por el profesor universitario, analista internacional, diplomático y conductor de los programas Brújula Internacional y Embajador y Embajadores de Globovisión, Julio César Pineda.

Muchísimas gracias, Sr. Julio César. Bueno, si yo fuera electa Miss Tierra Venezuela 2021, creo que para nadie es un secreto, el que me conoce sabe que yo soy fiel amante de las playas, las conozco y amo las playas de Venezuela, son, creo que son, es lo más hermoso que nos provee nuestro país; y además, he visto cómo desde hace mucho tiempo atrás, hemos venido descuidándolas, las hemos venido dañando, contaminándolas, de lo que comemos, de lo que bebemos, no solo contamina las arenas de nuestras playas; también contamina lo que es, la parte oceánica, todos los animalitos que viven en ella, pues, se ven afectados, ya que, pues, se contaminan, se tragan todos esos plásticos, esos vidrios y mueren, y cada vez nos quedamos sin más animalitos en la parte ecológica. Y para quienes no lo saben, esto muy poca gente lo sabe, yo soy buza certificada en PADI, y es mi deber aprender sobre todo el ecosistema marino, sobre todo lo que son nuestras playas, incluso cómo mueven las olas, los aires, todo; eso es mi trabajo como buza aprenderlo, y he vivido, he visto lo hermoso que es eso haya abajo, es una calma espectacular, pero también he visto imágenes de cómo hemos dañado nuestro ecosistema marino. Entonces, creo que sí, mi labor social ecologista sería 100% enfocada en lo que serían las playas de Venezuela, y por qué no, las playas del mundo, si soy electa Miss Tierra 2021 a nivel internacional.
Y para responder la segunda pregunta, pues yo creo que no existe una fórmula mágica para la paz entre pueblos, yo creo que es una cuestión de actitudes y comportamientos que vamos a tener nosotros como seres humanos, que tenemos, que tienen que empezar desde casa, con la educación, con simples acciones, como mantener las normas de la comunidad, como no faltar el respeto a nadie, como tener normas del buen hablante y buen oyente, son cosas que si practicamos desde casa y lo llevamos a la calle, de gota a gota, vamos a hacer un mar de gente comprometida con su país, y eso va a proporcionar mucha más paz para el mundo. Gracias.
Al final del evento, el presidente de la Organización Miss Earth Venezuela, Prince Julio César, declaró que tanto María Daniela Velasco como Elizabeth Gasiba serían ambas portadoras del título de Miss Earth Venezuela, Velasco como Miss Earth Venezuela 2021, y Gasiba como Miss Earth Venezuela 2022. Finalmente, Gasiba fue titulada como Miss Earth Venezuela 2022; la banda y la corona fueron impuestas por Maribel Pombo, vicepresidenta de ventas y comercialización de Globovisión y por Osvaldo Montañes, productor general del Miss Earth Venezuela.
En agosto de 2022, Gasiba renuncia a su título de Miss Earth Venezuela 2022 alegando que prefería finalizar sus estudios. En su lugar, fue designada la bella Oriana Pablos.

## Cronología
| Predecesor: María Daniela Velasco                                                                      | Miss Earth Venezuela 2022                                                                                    | Sucesor: Oriana Pablos     |
| Predecesor: Ivana Rodríguez                                                                            | Miss Supranational Venezuela Primera finalista 2021                                                          | Sucesor: Titular           |
| Predecesor: María Fernanda Franceshi Verónica Dugarte Alessandra Sánchez Rashell Delgado Karla Hurtado | Miss Venezuela Top 10 (con Ismelys Velásquez, Jhosskaren Carrizo, Lisandra Chirinos y Daniela Montañés) 2020 | Sucesor: TBD               |
| Predecesor: Oriana Pablos                                                                              | Miss Distrito Capital 2020                                                                                   | Sucesor: Fabiana Rodríguez |

| Venezuela en los Grand Slam 2022 | Venezuela en los Grand Slam 2022 | Venezuela en los Grand Slam 2022 | Venezuela en los Grand Slam 2022 | Venezuela en los Grand Slam 2022 | Venezuela en los Grand Slam 2022 | Venezuela en los Grand Slam 2022 |
| Miss Universo                    | Miss Mundo                       | Miss Internacional               | Miss Intercontinental            | Miss Tierra                      | Miss Supranacional               | Miss Grand Internacional         |
| -------------------------------- | -------------------------------- | -------------------------------- | -------------------------------- | -------------------------------- | -------------------------------- | -------------------------------- |
| Amanda Dudamel                   | Ariagny Daboín                   | Isbel Parra                      | Emmy Carrero                     | Elizabeth Gasiba                 | Ismelys Velásquez                | Luiseth Materán                  |

- Datos: Q109265781